# Паулет, Джон, 5-й маркиз Уинчестер
Джон Паулет, 5-й маркиз Уинчестер (англ. John Paulet, 5th Marquess of Winchester; ок. 1598 — 5 марта 1675) — английский дворянин и военный, именовавшийся лордом Джоном Паулетом до 1621 года и лордом Сент-Джоном в 1621—1628 годах.

## Биография
Родился около 1598 года. Третий и старший выживший сын Уильяма Паулета, 4-го маркиза Уинчестера (до 1560—1629), и его жены, леди Люси Сесил (? — 1614), дочери Томаса Сесила, 1-го графа Эксетера. Его старшие братья, Уильям Паулет, лорд Сент-Джон, и Томас Паулет, умерли при жизни отца.
4 февраля 1628 года после смерти своего отца Джон Паулет унаследовал титулы 5-го маркиза Уинчестера, 5-го графа Уилтшира и 5-го барона Сент-Джона.
Он продолжал учиться в Эксетер-колледже в Оксфорде, но как католик не мог поступить в университет. Он заседал в Палате общин Англии от Сент-Айвса в 1620—1622 годах. На протяжении большей части 1630-х годов он оставался в стороне, чтобы вернуть состояние своей семьи, а затем вернулся и представился двору и королю в 1639 году. 5-й маркиз Уинчестер и королева впоследствии стали друзьями, и поэтому его главная резиденция, Бейзинг-хаус в Гэмпшире, была большим прибежищем друзей королевы Генриетты Марии на юго-западе Англии.
С началом гражданской войны в Англии Джон Паулет укрепил и разместил гарнизон в Бейзинг-хаусе и держал его для Карла I в течение 1643 и 1644 годов. Осада Бейзинг-хауса, несмотря на попытку его младшего брата, лорда Эдварда Паулета, передать его врагу, длилась с августа 1643 года по 16 октября 1645 года, когда, во время общего упадка королевского дела, он был взят штурмом после решительной осады Оливером Кромвелем. Жестокость, с которой был разграблен дом, была самой необычной, поскольку зверства против мирных жителей во время Гражданской войны были редкими и, как правило, не одобрялись обеими сторонами: объяснение может заключаться в присутствии нескольких католических священников среди защитников. Впоследствии Джон Паулет прославился как большой лоялист.
Маркиз Уинчестер был взят в плен вместе с теми из его гарнизона, которые уцелели в битве. Победители забрали десять артиллерийских орудий и много боеприпасов, как написал спикеру Палаты общин сам Оливер Кромвель, руководивший штурмом.
В 1645 году маркиза отправили в лондонский Тауэр по обвинению в государственной измене, где он оставался долгое время. Был издан приказ на выдачу ему 5 фунтов в неделю вне его собственности 15 января 1646 года. Леди Уинчестер, сбежавшая из Бейзинга за два дня до его падения, 31 января была отправлена к своему мужу в Тауэр. Еженедельная сумма в размере 10 фунтов стерлингов, впоследствии увеличенная до 15 фунтов, должна была быть выплачена ей за содержание себя и своих детей с условием, что последние должны получить протестантское образование. Постановление о продаже земли маркиза Уинчестера было принято 30 октября, а актом от 16 июля 1651 года часть была продана попечителями для продажи конфискованных имений. 7 сентября 1647 года маркизу Уинчестеру было разрешено пить воду в Эпсоме, и он оставался там с разрешения парламента в течение почти шести месяцев. 30 июня 1648 года Палата лордов призвала Палату общин освободить его под залог ввиду его плохого здоровья. В предложениях, отправленных королю на остров Уайт 13 октября, было прямо оговорено, что имя маркиза Уинчестера будет освобождено от помилования. В конечном итоге 14 марта 1649 года Палата общин постановила не возбуждать против него обвинения в государственной измене, но приказала поместить его в тюрьму. В январе 1656 года он находился в заключении на верхней скамье подсудимых за долги в размере 2 000 фунтов стерлингов и ходатайствовал перед Оливером Кромвелем о помощи. Продажа его земель была прекращена постановлением парламента 15 марта 1660 года, и после Реставрации Стюартов маркиз Уинчестер получил их обратно. 3 августа 1660 года было предложено возместить ему убытки в размере 19 00019 000 фунтов стерлингов и убытки, впоследствии уменьшенные до 10 000 фунтов стерлингов, и это было согласовано 2 июля 1661 года. В итоге маркиз Уинчестер не получил обещанной ему компенсации при восстановлении монархии, но вернул свои родовые земли, конфискованные парламентом.

## Браки и дети

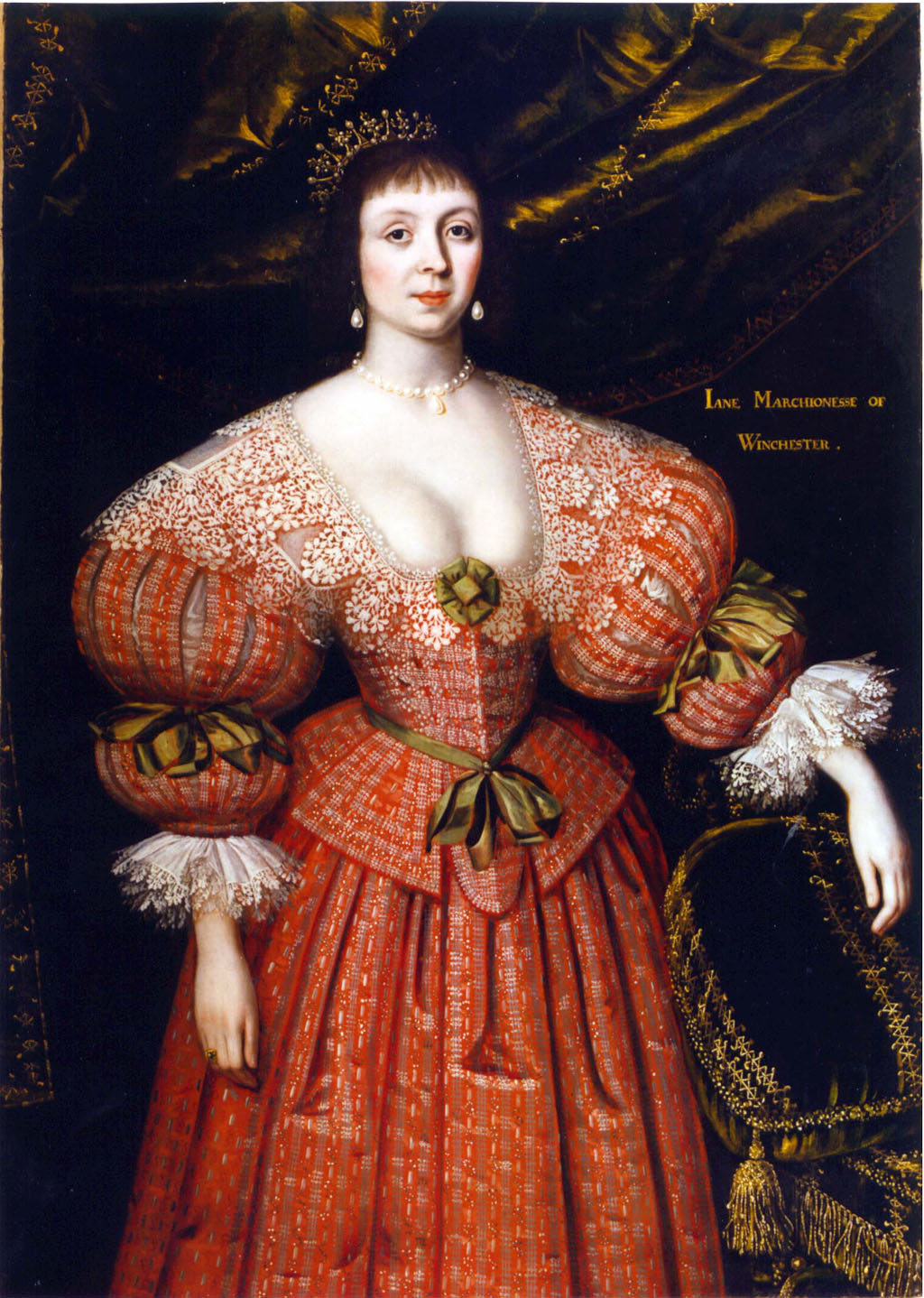
Джейн Паулет, маркиза Уинчестер, первая супруга Джона Паулета, 5-го маркиза Уинчестера, Гилберт Джексон, 1632 год.

Маркиз Уинчестер был трижды женат. 18 декабря 1622 года его первой женой стала достопочтенная Джейн Сэвидж, дочь Томса Сэвиджа, 1-го виконта Сэвиджа. У супругов был один сын:
- Чарльз Паулет, 1-й герцог Болтон (около 1630[6][7] — 27 февраля 1699), 6-й маркиз Уинчестер, преемник отца.

Джейн умерла при родах в 1631 году, что вызвало эпитафию Джона Мильтона. Около 1645 года маркиз Уинчестер женился вторым браком на Оноре де Бург (ок. 1605 — 10 марта 1661), дочери Ричарда де Бурга, 4-го графа Кланрикарда, и Фрэнсис Уолсингем. От неё родилась дочь:
- Энн Паулет (умерла около сентября 1694 года), вышла замуж за Джона Беласиса, 1-го барона Беласиса (1614—1689)

В 1669 году маркиз Уинчестер женился в третий раз на Изабель Говард (? — 5 сентября 1691), дочери Уильяма Говарда, 1-го виконта Стаффорда, и Мэри Стаффорд, сестре 5-го барона Стаффорда.

## Смерть
Джон Паулет удалился в Энглфилд-хаус в графстве Беркшир, который был свадебным подарком от его второго брака с леди Онорой де Бург в начале 1630-х годов. Он умер 5 марта 1675 года и был похоронен в Энглфилде, графство Беркшир. Ему наследовал его сын Чарльз Паулет (ок. 1630—169) на посту 6-го маркиза Уинчестера, позже ставшего 1-м герцогом Болтоном. Чарльз перешел в Англиканскую церковь, что стало большим ударом для римско-католической общины Гэмпшира, которая в течение многих лет обращалась к семье Паулет, чтобы защитить их от наихудших строгостей уголовного законодательства.